# Bindahara areca
Bindahara areca är en fjärilsart som beskrevs av Felder 1862. Bindahara areca ingår i släktet Bindahara och familjen juvelvingar. Inga underarter finns listade i Catalogue of Life.